# Zawi Chemi
Koordinaten: 36° 46′ 54″ N, 44° 16′ 44″ O
Zawi Chemi ist eine prähistorische Siedlung in dem irakischen Gouvernement Erbil, vier Kilometer von der Höhle von Shanidar entfernt.
Eine sehr alte Radiokohlenstoffdatierung gibt das Alter der Fundschicht mit etwa 8640 v. Chr. an (10870±300 BP, W-681). Zu den Funden gehört Obsidian, der vom Nemrut Dağı in der Türkei stammt.